# Phylica nitida
Phylica nitida is een soort behorend tot de wegedoornfamilie (Rhamnaceae). De soort komt voor op de eilanden Mauritius en Réunion.